# 小島勇之助
小島 勇之助（こじま ゆうのすけ、1889年 - 1964年）は、日本の実業家・郵趣家。松竹キネマなどの企業の重役などを務めるとともに、精力的な切手蒐集を行い、1925年には当時まで発行された日本切手を完集したと宣言するなど、著名なコレクターであった。東京帝国大学在学中には陸上競技選手としても足跡を残している。

## 生涯
東京生まれ。父は実業家で衆議院議員も務めた山中隣之助。生まれて間もなく小島兼美の養子となる。実兄には山中勇（東京山中銀行頭取）がいる。
学習院高等科を経て東京帝国大学医科大学薬学科に学ぶ。在学中にはスポーツに打ち込み、1911年（明治44年）11月の東京大学運動会では100m走で優勝（12秒26）。1911年（明治44年）、日本が初めて出場する1912年ストックホルムオリンピックの代表選手を決める国際オリムピック大会選手予選会にも出場し、棒高跳では2.68m（初代日本記録）で優勝。1913年（大正2年）には第1回全国陸上競技大会（後の日本陸上競技選手権大会）において400m走で優勝（58秒8、三島弥彦の日本記録を更新）。
1913年（大正2年）に東京帝国大学を卒業した後は、東京山中銀行、スタンダード運動具、帝国電化、大阪舎密工業、松竹キネマなどの重役を務めた。
1920年（大正9年）、京都市上京区染殿町（梨木神社の北側）に移り住んだ。敗戦後、小島邸は進駐軍に接収され（のち返還）、京都市立京極小学校の前に建てた住居で余生を送った。

## 郵趣家として
福井和雄は「日本最高の日本切手収集家」「日本の切手収集の歴史の上で小島を上回る人物はいない」という評があることを紹介している。福井自身は、当時と現代とでは収集方法も異なるとし、後に続いた国際的に著名な収集家として市田左右一や金井宏之の名を挙げているが、小島は日本の切手収集の歴史の上で忘れることはできない人物と記している。
小島は、大正時代に随一のコレクターと言われた藤尾鷲三の日本切手コレクションを一括して買い受け、イギリスの切手商を通じてデュヴィーン・コレクションを入手するなど、内外の著名コレクションを集めた。1925年（大正14年）11月には郵趣雑誌に日本の切手を「一葉の欠品もなく」蒐集したという挨拶広告を出している。福井和雄は、小島のコレクションは質量ともに圧倒的で、これに匹敵するものは金井コレクション以外ないと評している。
コレクターとしての態度は「非常に厳正」であったという。好悪の情が激しく尊大との評もあったが、一方で自らが率いる日本愛郵協会の主催で1940年（昭和15年）に「切手祭典」を挙行し、郵趣家の親睦を図るなどの社交性も有していた。切手祭典は敗戦の1945年（昭和20年）も含め1956年（昭和31年）まで毎年開催された。